# 내 생애 마지막 스캔들
《내 생애 마지막 스캔들》은 2008년 3월 8일부터 2008년 4월 27일까지 방영한 문화방송 주말 특별기획 드라마이다.

## 줄거리
연예계 톱스타 송재빈(본명 장동철)은 나이와 본명을 속이고 연예계 활동을 한다. 재빈은 광고 촬영장에서 우연히 고등학교 시절의 첫사랑인 홍선희를 만나게 되는데, 예전과 많이 달라진 모습의 선희를 알아보지 못하지만, 그런 홍선희와의 우연한 마주침으로 첫사랑을 떠올리게 되고 첫사랑의 행방을 수소문하게 된다. 전업주부였던 선희는 남편의 사업 실패로 경제적으로 어려운 처지에 놓이게 되는데, 돈 문제로 도움을 받을 수 있을까 하여 동철과 만났다가, 얼떨결에 동철의 집에 '입주 도우미'로 들어가게 된다. 딸과 함께 동철의 집에서 '입주 도우미'로 살게 된 선희는, 남편의 요구로 이혼을 하게 된다. 동철 또한 형의 아들로 알고 있던 '훈'이가 자신의 아들이라는 사실을 알고 혼란에 빠진다. 고용주와 피고용주로서 20년 만에 다시 만난 선희와 동철은 티격태격하기도 하고 서로의 아픔을 쓰다듬어주기도 하면서 다시 사랑에 빠지게 되어 결혼에 이르게 된다.

## 등장 인물

### 주요 인물
- 최진실 : 홍선희 역
- 정준호 : 송재빈/장동철 역
- 정웅인 : 재빈의 형 장동화 역
- 변정수 : 이나윤 역

### 주변 인물
- 김병세 : 선희의 남편 안유식 역
- 김청 : 고정숙 역
- 김형자 : 선희의 시어머니 정금자 역
- 엄수정 : 선희의 시누이 안유정 역
- 이영자 : 민주엄마 역
- 안일권 : 송재빈의 매니저 서원탁 역
- 이수호 : 송재빈의 매니저 수호 역
- 황정음 : 사루비 역
- 한보배 : 안지민 역
- 이인성 : 장훈 역

## 시청률
| 회차   | 방송일          | 시청률(전국) |
| ------ | --------------- | ------------ |
| 제1회  | 2008년 3월 8일  | 10.9%        |
| 제2회  | 2008년 3월 9일  | 10.4%        |
| 제3회  | 2008년 3월 15일 | 13.5%        |
| 제4회  | 2008년 3월 16일 | 13.4%        |
| 제5회  | 2008년 3월 22일 | 13.2%        |
| 제6회  | 2008년 3월 23일 | 13.4%        |
| 제7회  | 2008년 3월 29일 | 15.5%        |
| 제8회  | 2008년 3월 30일 | 16.3%        |
| 제9회  | 2008년 4월 5일  | 17.7%        |
| 제10회 | 2008년 4월 6일  | 19.8%        |
| 제11회 | 2008년 4월 12일 | 17.8%        |
| 제12회 | 2008년 4월 13일 | 19.0%        |
| 제13회 | 2008년 4월 19일 | 16.6%        |
| 제14회 | 2008년 4월 20일 | 17.6%        |
| 제15회 | 2008년 4월 26일 | 18.1%        |
| 제16회 | 2008년 4월 27일 | 17.7%        |

## 수상
- 2008년 MBC 연기대상 공로상 최진실
- 2008년 MBC 연기대상 남자 최우수상 정준호

## 참고 사항
- 이영자는 진짜 진짜 좋아해 이후 두 번째 정극에 출연했다.
- 최진실과 개인적인 친분 관계가 있는 최화정이 '산부인과 의사' 역으로 카메오 출연했다.[1]
- 극중 주인공들이 바람을 쐬러 바닷가로 여행을 간 장면에서, 경기도지사 김문수가 경기도 안산시 전곡항의 야외 촬영 현장을 방문했다가 카메오로 출연했다.[2]
- 마지막회 시청률은 자체 최고 시청률인 19.5%를 기록했다.[3]
- 최진실의 마지막 유작이다.[4]
- 30대 이상의 주부층을 겨냥한 신데델라 판타지를 그렸고, 배우들의 열연으로 호평을 받았다.[5]
- 환상과 현실이 어우러지면서도 중년 로맨스를 현실적으로 구현하여, '중년 트렌디 드라마'의 새 장을 열었다는 평가를 받았고, 20~30대 여성 시청자층의 많은 지지를 받았다.[6]
- 《내생애 마지막 스캔들 시즌2》를 제작(2009년 1~2월 20부작 수목극)할 예정이었으나, 주인공인 최진실의 사망으로 《내생애 마지막 스캔들 시즌2》 제작은 무산되었다.[7]